# 科秋爾申齊 (波隆涅區)
50°9′27″N 27°38′27″E / 50.15750°N 27.64083°E
科秋爾申齊（烏克蘭語：Котюржинці）是位於烏克蘭西部赫梅利尼茨基州裏舍佩蒂夫卡區的村莊，始建於1725年，面積1.29平方公里，海拔高度235米，2001年人口270，人口密度每平方公里209人。